# Glaucina macdunnoughi
Glaucina macdunnoughi là một loài bướm đêm trong họ Geometridae.